# Livin' on a High Note
Livin' on a High Note je studiové album americké zpěvačky Mavis Staples. Vydáno bylo 19. února roku 2016 společností ANTI-. Jeho producentem byl M. Ward, který na albu rovněž hrál na různé nástroje. Deska obsahuje písně například od Nicka Cavea, Bena Harpera či Benjamina Bookera.

## Seznam skladeb
1. Take Us Back – 3:16
2. Love and Trust – 3:19
3. If It's a Light – 3:04
4. Action – 3:06
5. High Note – 3:31
6. Don't Cry – 2:48
7. Tomorrow – 3:20
8. Dedicated – 3:55
9. History, Now – 2:07
10. One Love – 3:10
11. Jesus Lay Down Beside Me – 4:05
12. MLK Song – 2:55

## Obsazení
- Mavis Staples – zpěv
- M. Ward – kytara, varhany, doprovodné vokály
- Rick Holmstrom – kytara
- Jeff Turmes – baskytara
- Stephen Hodges – bicí
- Donny Gerrard – doprovodné vokály
- Vicki Randle – doprovodné vokály